# Chresiona nigrosignata
Chresiona nigrosignata là một loài nhện trong họ Amaurobiidae.
Loài này thuộc chi Chresiona. Chresiona nigrosignata được Eugène Simon miêu tả năm 1903.